# Parc Nacional Boscos de Cantanhez
El Parc Nacional dels Boscos de Cantanhez (en portuguès: Parque Nacional das Florestas de Cantanhez) és un espai protegit creat al març de 2007 pel govern del país africà de Guinea Bissau, específicament al sud del seu territori prop de la frontera amb Guinea.
El lloc representa l'últim fragment de bosc primari a Guinea Bissau i l'hàbitat de diverses espècies, així com de diverses poblacions de ximpanzés; posseeix un clima tropical amb dues estacions, una plujosa i una altra seca. Ocupa una superfície de 1.067 quilòmetres quadrats.